# Marxzell
Marxzell ist die südlichste Gemeinde im Landkreis Karlsruhe in Baden-Württemberg. Sie liegt im Naturpark Schwarzwald Mitte/Nord und gehört zum Albtal.

## Geografie

### Lage
Marxzell liegt im Albtal und auf den Höhen des Nordschwarzwaldes.
Die Gemeinde ist der Zusammenschluss der Orte Marxzell im Albtal und Burbach, Pfaffenrot und Schielberg auf den umliegenden Höhen sowie der Weiler Fischweier, Steinhäusle und Frauenalb im Tal.

### Gemeindegliederung
Die Gemeinde Marxzell besteht aus den ehemaligen Gemeinden Burbach, Pfaffenrot und Schielberg. Zur ehemaligen Gemeinde Burbach gehören das Dorf Burbach, die Siedlung Marxzell, die teilweise auch auf dem Gebiet der beiden anderen ehemaligen Gemeinden liegt, das Gehöft Metzlinschwander Hof und die Häuser Fischweier und Weimersmühle. Zur ehemaligen Gemeinde Pfaffenrot gehören das Dorf Pfaffenrot und der Gertrudenhof. Zur ehemaligen Gemeinde Schielberg gehören das Dorf Schielberg, die Orte „Bergschmiede, Hotel“, das Gehöft Schlotterhof, das Haus Steinhäusle und der Weiler Frauenalb.

## Geschichte
Der Ort Marxzell, auch Zell oder Zeller Mühle, wurde erstmals 1255 urkundlich erwähnt. Damals stand dort eine Mühle des Klosters Frauenalb, zu dem der Ort auch gehörte. Nach der Reformation und der badischen Landesteilung kam Marxzell 1535 an die Linie Baden-Baden. Als das Kloster 1631 wiederhergestellt wurde, erhielt es erneut die Herrschaft über den Ort. Im Rahmen der Mediatisierung aufgrund des Reichsdeputationshauptschlusses wurde das Kloster 1803 aufgehoben und der Ort kam endgültig an das Großherzogtum Baden. Dort gehörte es zunächst zum Oberamt Ettlingen und seit 1937 zum Landkreis Karlsruhe.
Die Gemeinde Marxzell wurde am 1. Juli 1971 durch die Vereinigung der drei zuvor selbständigen Gemeinden Burbach, Pfaffenrot und Schielberg gebildet.

### Ortsteile

#### Pfaffenrot
Pfaffenrot wird 1255 erstmals, zusammen mit Burbach und Schielberg, urkundlich erwähnt.
Die drei Höhendörfer von Marxzell gehörten etwa sechs Jahrhunderte zur Grundherrschaft des Klosters Frauenalb.
Ab dem Jahr 1803 waren sie selbständige Gemeinden, ehe sie sich am 1. Juli 1971 zur Gemeinde Marxzell zusammengeschlossen haben.
Vorfahren des Automobilpioniers Carl Benz betrieben in Pfaffenrot eine Schmiede. Sein Urururgroßvater Hanss Adam Bentz hatte ab 1735 das Amt des Schultheißen inne, sein Großvater Johann Michael war ab 1821 der erste gewählte Bürgermeister Pfaffenrots. Auch Carl Benzʼ Vater, der Lokomotivführer Johann Georg Benz, stammte auf Pfaffenrot.
- Ortsvorsteher von Pfaffenrot ist Alfons Benz (parteilos).[6]

#### Burbach
Burbach wird 1255 in der gleichen Urkunde wie Marxzell erstmals urkundlich erwähnt. 1287 übertrug Heinrich I. von Eberstein den Ort an das Kloster Frauenalb.
- Ortsvorsteherin von Burbach ist Bettina Beier.

#### Schielberg
Auch Schielberg wird in der Urkunde von 1255 erstmals urkundlich erwähnt.
Schielberg ist mit 512 Meter der höchstgelegene Ort der Gemeinde und des Landkreises Karlsruhe.
- Ortsvorsteher von Schielberg ist Harald Becht (FWV).

## Politik

### Gemeinderat
Der Gemeinderat hat normalerweise 18 ehrenamtliche Mitglieder, die für fünf Jahre gewählt werden. Die Zahl der Mitglieder kann sich durch Ausgleichssitze erhöhen (gesamt 2024: 30 Sitze; 2019: 20). Hinzu kommt die Bürgermeisterin als stimmberechtigte Gemeinderatsvorsitzende.
Durch die Unechte Teilortswahl ist den Ortsteilen eine festgelegte Anzahl von Sitzen garantiert: Aus Pfaffenrot kommen mindestens acht, aus Schielberg mit Frauenalb mindestens fünf Mitglieder, aus Marxzell kommt mindestens ein Gemeinderat.
Die Kommunalwahl 2024 führte zu folgendem Ergebnis (in Klammern: Unterschied zu 2019):
| Gemeinderat 2024               | Gemeinderat 2024 | Gemeinderat 2024 | Gemeinderat 2024 | Gemeinderat 2024 |
| Partei / Liste                 | Stimmenanteil    | Sitze            |                  |                  |
| ------------------------------ | ---------------- | ---------------- | ---------------- | ---------------- |
| Freie Wähler                   | 50,5 % (−3,7)    | 15 (+3)          |                  |                  |
| CDU                            | 17,4 % (−3,0)    | 5 (+1)           |                  |                  |
| FDP/Liberale Liste             | 11,8 % (+7,7)    | 4 (+3)           |                  |                  |
| Marxzellplus                   | 11,0 % (−11,3)   | 3 (−1)           |                  |                  |
| Grüne                          | 4,9 % (+4,9)     | 2 (+2)           |                  |                  |
| SPD                            | 4,3 % (+4,3)     | 1 (+1)           |                  |                  |
| Wahlbeteiligung: 67,8 % (+0,9) |                  |                  |                  |                  |

### Bürgermeisterin
Bürgermeisterin ist Sabrina Eisele, die im Herbst 2015 neu gewählt wurde. Am 4. Januar 2016 trat sie die Nachfolge von Raimund Schuster an, der die Geschicke der Gemeinde ab 1999 gelenkt hatte. Eisele setzte sich im Herbst 2023 mit 69,1 % der Stimmen gegen zwei Mitbewerber durch und wurde für eine zweite Amtszeit wiedergewählt.

### Wappen
Blasonierung: „In Rot ein schreitender, geflügelter goldener Löwe.“

## Wirtschaft und Infrastruktur

### Verkehr

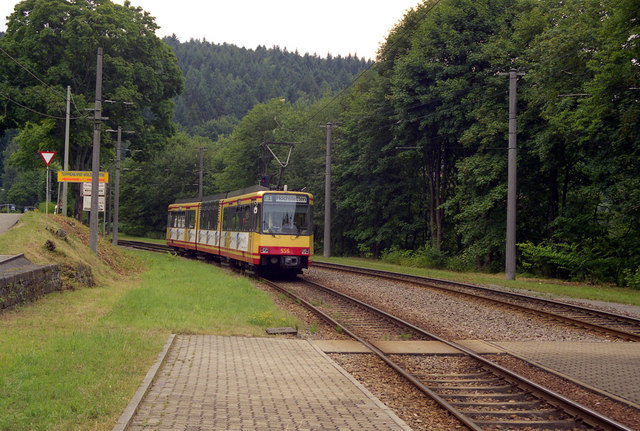
Stadtbahn in Marxzell

Fischweier, Marxzell und Frauenalb (Bahnhofsname Frauenalb-Schielberg) haben je eine Haltestelle an der ältesten Überlandlinie des Karlsruher Stadtbahnnetzes, der Albtalbahn (Linie S1 Karlsruhe – Bad Herrenalb).
Die Haltestelle Marxzell hat eine Anbindung an die Buslinie 154 der Albtal-Verkehrs-Gesellschaft.
Im Albtal verläuft als Landes-Radfernweg der Naturpark-Radweg Schwarzwald Mitte/Nord. Er führt rund um selbigen Naturpark und verläuft dabei von Ettlingen in das Albtal bis Marxzell und weiter über Straubenhardt nach Neuenbürg im Enztal.

### Bildung
Mit der Carl-Benz-Schule besteht im Ortsteil Pfaffenrot eine Grundschule.
Die Carl-Benz-Schule hat in Burbach und in Schielberg jeweils eine Außenstelle.
Die Volkshochschule in Marxzell ist eine öffentliche Einrichtung der Weiterbildung. Sie steht als Außenstelle unter der Rechtsträgerschaft des gemeinnützigen Vereins Volkshochschule im Landkreis Karlsruhe. Nach ihrem satzungsgemäßen Auftrag widmet sie sich neben der Erwachsenenbildung auch den Aufgaben der Jugendbildung.

## Kultur und Sehenswürdigkeiten

### Museen

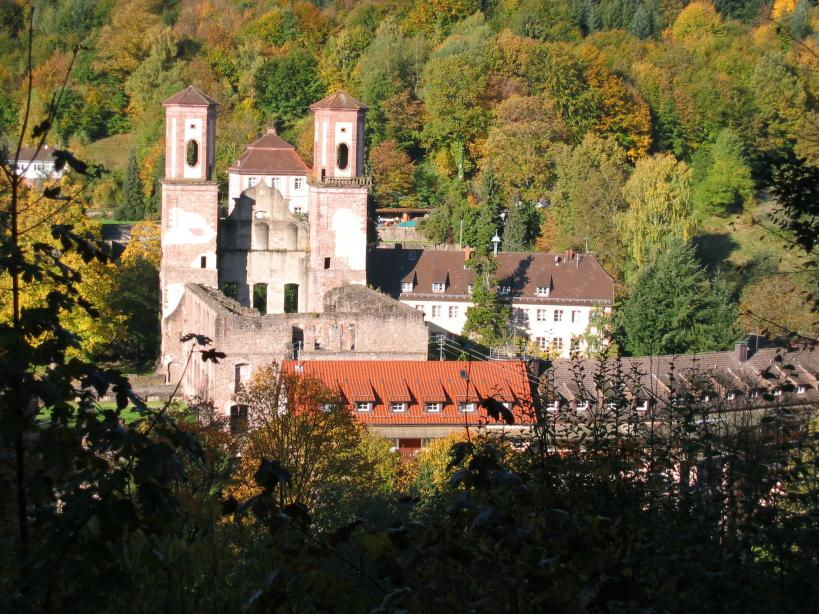
Klosterruine Frauenalb

- Im Fahrzeugmuseum Marxzell ist eine größere Anzahl alter Fahrzeuge ausgestellt.
- In Pfaffenrot besteht das Dorfmuseum „Kantebuahaus“. Im Dorfmuseum finden jedes Jahr kleinere Veranstaltungen statt wie z. B. die „Adventsfeier im Dorfmuseum“ oder „a Stündle Hoimat“.

- In der „Greifendorfer Heimatstube“ in Pfaffenrot wird etwas von den Wurzeln der aus Greifendorf stammenden Heimatvertriebenen gezeigt. Neben Landkarten sind die Kirche, ein Vierkanthof und ein Kachelofen als Modell zu sehen. Außerdem ist ein Modell der Tracht des Schönhengster Oberlandes ausgestellt.
- Fotogalerie Wasserthal

### Bauwerke

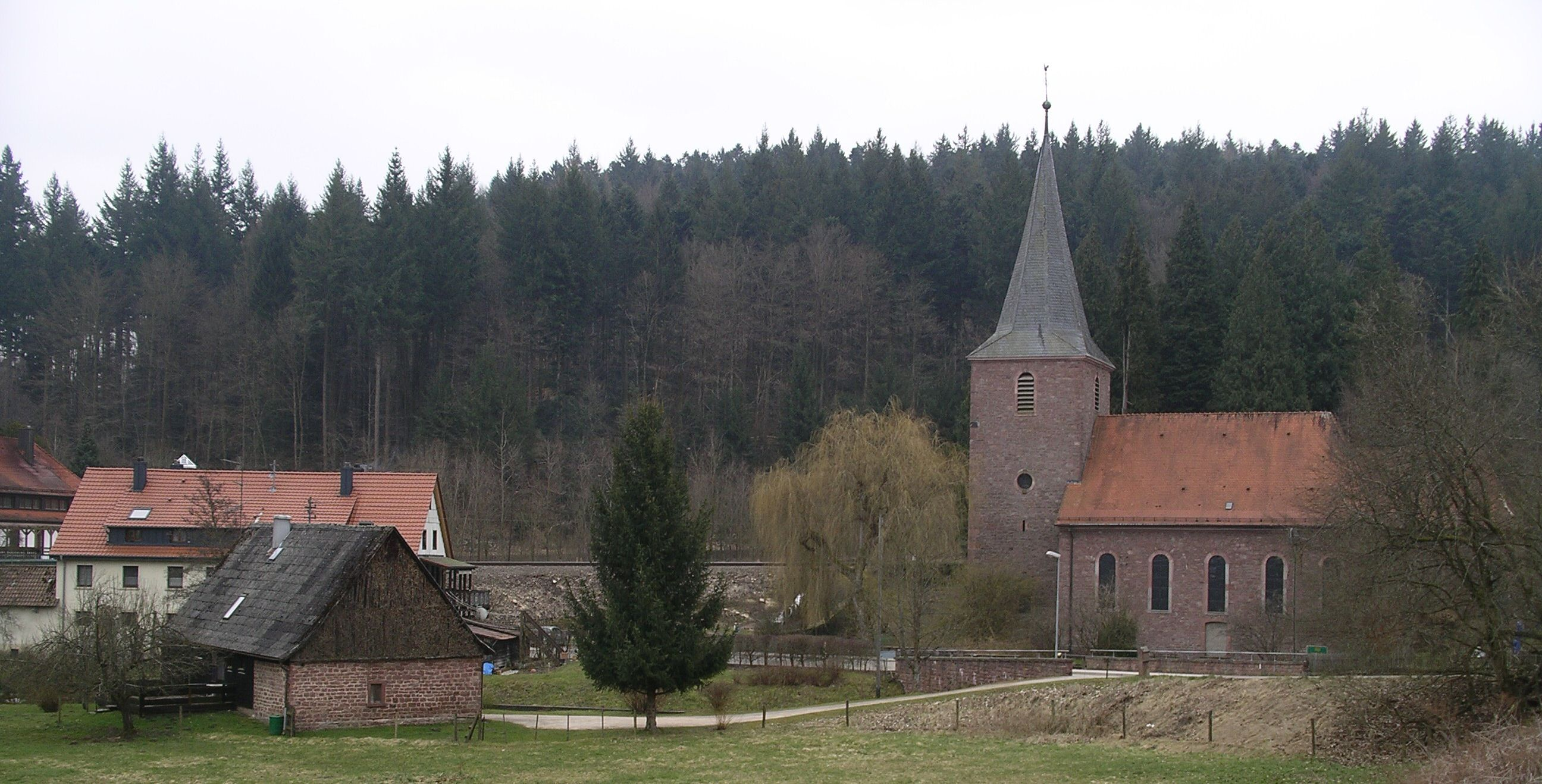
Kirche Marxzell

In der Gemeinde befindet sich die große Klosterruine des Frauenklosters Frauenalb, die von einigen Häusern umgeben ist.
Die Kirche im Ortsteil Marxzell wurde im Jahr 1782 durch anfügen eines barocken Langhauses an den mittelalterlichen Turm als Chorturmkirche fertiggestellt.
Das älteste Gebäude im Ortsteil Pfaffenrot ist die zum Beginn des 16. Jahrhunderts zu Ehren des heiligen Wendelin erbaute Wendelinuskapelle. Im Laufe der Jahrhunderte wurden zahlreiche Erweiterungen und Renovierungen durchgeführt. Träger der Kapelle ist die katholische Seelsorgeeinheit Marxzell, die sie aber als ökumenischen Ort nutzt.

## Persönlichkeiten

### Ehrenbürger
- Prälat Heinz Axtmann († 2016)
- Otto Baldinus
- Bürgermeister Max Brandel († 1988)
- Friedrich Fauser († 1988)
- Ortsvorsteher Otto Fluderer († 2004)
- Pfarrer Heinrich Hall († 1983)
- Pfarrer Emil Krämer († 1987)
- Emil Kunz († 2003)
- Bürgermeister Ignaz Weingärtner († 1995)
- Ortsvorsteher und Träger des Bundesverdienstkreuzes Dieter Siegwart

### Mit der Gemeinde verbundene Persönlichkeiten
- Franz Boos (1753–1832), Tier- und Pflanzensammler sowie Leiter der Kaiserlichen Hofgärten in Wien
- Dietmar Ertmann (* 1950), Gemeinderat und ehemaliger Universitätskanzler in Karlsruhe
- Adolf Franz Samwer (1895–1958), Politiker (GB/BHE, CDU), MdB
- Egon Schallmayer (* 1951), provinzialrömischer Archäologe, wohnhaft im Ortsteil Schielberg
- Hermann Becht (1939–2009), Opernsänger, bis zu seinem Tode wohnhaft in Marxzell